# Trace Bundy
Trace Bundy est un guitariste acoustique américain qui vit et enseigne à Boulder, située dans le Colorado. Il est connu pour sa chanson "Duelling Ninja", grâce à son jeu de tapping.
Son premier album est sorti en 1999, il s'agit de "O Night Divine", une collection de chansons traditionnelles de Noël. Son album suivant, Solomon's Splendor, sorti en 2000, ne contient que des chansons originales. S'ensuit l'album Adapt qui est un CD/DVD, enregistré en 2004. Ce DVD montre un concert à Boulder, l'été 2004. Beaucoup de clips de ce DVD circulent sur YouTube et ont reçu plus de 200 000 visites. Certains des clips les plus populaires sont Trace en train de jouer une reprise des Backstreet Boys : I Want It That Way, mais également la reprise du Canon de Pachelbel, joué sur une guitare acoustique en utilisant la technique du tapping. Son dernier album Elephant King est sorti le 1er mai 2012.

## Albums
- O Night Divine (1999)
- Solomon's Splendor (2000)
- Adapt (2004)
- Missile Bell (2008)
- Elephant King (2012)